# Забивака

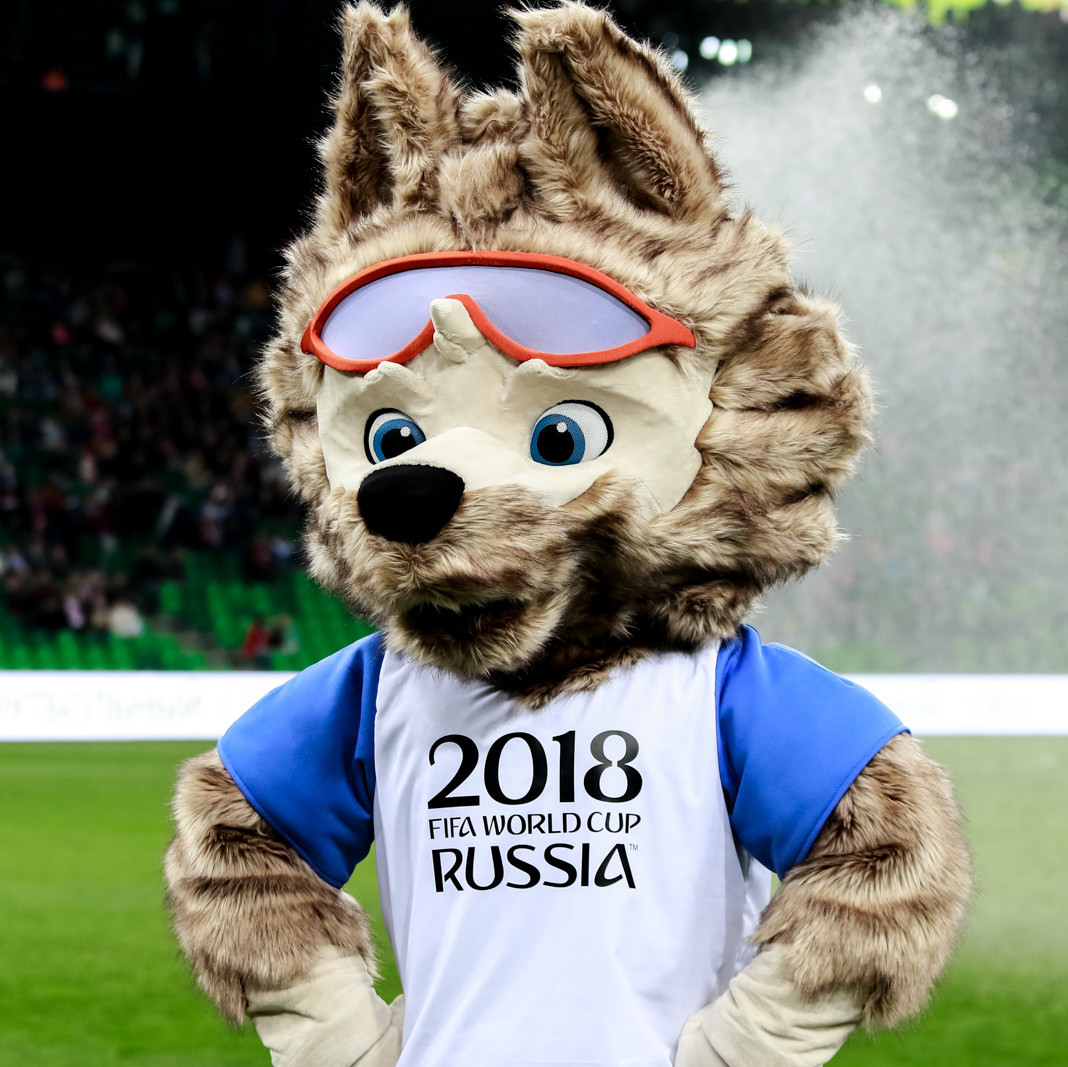
Забивака

Забивака — офіційний талісман чемпіонату світу з футболу 2018 року, що проходив у Росії.

## Зовнішність
Забивака являє собою антропоморфного вовка з коричнево-білою вовною і блакитними очима; має кінцівки чотирипалі, на верхніх кінцівках один палець розташований під кутом до решти, подібно до великого пальця на руці людини; одягнений в синьо-білу футболку з написом чорного кольору «RUSSIA 2018» та червоні шорти; також має одягнені або зсунуті на лоб помаранчеві спортивні окуляри. Поєднання білого, синього і червоного в одязі символізує кольори російського прапора.

## Історія

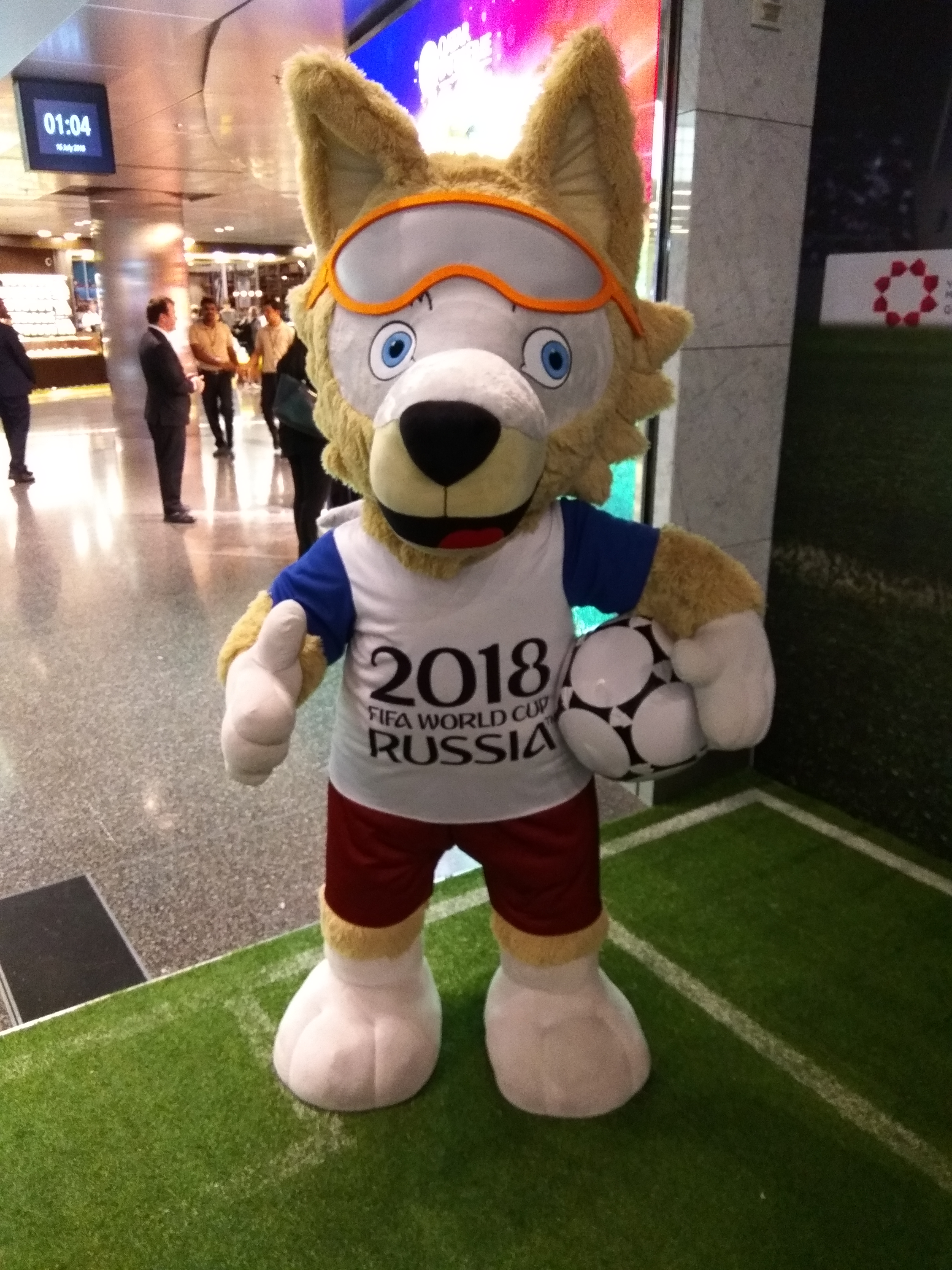
Забивака в аеропорту Хамад (м. Доха, Катар)

Маскот розроблений студенткою кафедри графічного дизайну Томського державного університету Катериною Бочаровою. Офіційний талісман чемпіонату світу з футболу обраний шляхом інтернет-голосування, в якому взяло участь понад одного мільйона чоловік. Голосування проходило на платформах FIFA, а також до і під час прямої трансляції програми «Вечерний Ургант» на Першому каналі російського телебачення 21 жовтня 2016 року, де були підведені підсумки творчого конкурсу: перше місце — Вовк, 53 % голосів, друге місце — Тигр, 27 %, третє місце — Кіт з 20 % голосів. Ім'я маскота також було вперше озвучено в цій програмі: відразу після оголошення результатів голосування ведучий Іван Ургант запитав присутнього у студії голови оргкомітету ЧС-2018 Віталія Мутко: «Як ми будемо називати наш талісман?», на що той відповів: «Забивака».
У жовтні 2016 року права на маскота були куплені у Катерини Бочарової за 500 доларів Міжнародною федерацією футбольних асоціацій (ФІФА).
Скульптурні зображення Забиваки були встановлені в містах, де проводяться матчі ЧС-2018.